# Plélo
Plélo (bretonisch: Pleuloc’h; Gallo: Pléloc) ist eine französische Gemeinde mit 3.283 Einwohnern (Stand: 1. Januar 2022) im Département Côtes-d’Armor in der Region Bretagne; sie gehört zum Arrondissement Guingamp und zum Kanton Plélo. Die Einwohner werden Plélotins genannt.

## Geographie
Der Fluss Leff begrenzt die Gemeinde im Westen. Umgeben wird Plélo von den Nachbargemeinden Tressignaux und Tréguidel im Norden, Lantic im Nordosten, Trégomeur und Tréméloir im Osten, Trémuson im Südosten, Plerneuf und Plouvara im Süden, Plouagat und Châtelaudren im Westen und Südwesten sowie Bringolo im Westen.
Durch die Gemeinde führt die Route nationale 12. Ein Teil des Flughafens Saint Brieuc–Armor liegt im Gemeindegebiet.

## Bevölkerungsentwicklung
| 1962 | 1968 | 1975 | 1982 | 1990 | 1999 | 2008 | 2016 |
| 2155 | 2084 | 2033 | 2177 | 2359 | 2631 | 3103 | 3332 |

## Sehenswürdigkeiten
- Kapelle Sainte-Anne
- Kapelle der Johanniter, frühere Kapelle des Templerordens, 1953 weitgehend zerstört
- Schloss Goëlo, Monument historique seit 1990

## Gemeindepartnerschaften
Mit der deutschen Gemeinde Lenggries in Bayern besteht eine Partnerschaft.